# ホフスタッター点
ユークリッド幾何学において、 ホフスタッター点（ほふすたったーてん、Hofstadter points）とは三角形の中心の集合の一つである。そのうち二つはホフスタッター1点、ホフスタッター0点と呼ばれる有名点で、クラーク・キンバリングの「Encyclopedia of Triangle Centers」ではそれぞれX(359)、X(360)として登録されている。X(360)は、1992年、ダグラス・ホフスタッターによって発見された。

## ホフスタッター三角形
△ABC と実数rがある。

ホフスタッター点のアニメーション。 H_{0} はホフスタッター0点で H_{1} はホフスタッター1点. 赤い線は0 < r < 1の範囲のホフスタッターr点の軌跡を表す。この軌跡は内心I を通る。

点Aのある方向へ、線分BCを点Bを中心にrB回転した線をLBC、点Cを中心にrC回転した点をL'BCとし、その二直線の交点をA(r)とする。同様にB(r)、C(r)も定義する。A(r), B(r), C(r) の成す三角形は△ABCのホフスタッターr三角形（またはrホフスタッター三角形）と呼ばれる。

### 特別な場合
- ホフスタッター 1/3三角形は、第一モーリーの三角形と呼ばれる正三角形である。
- ホフスタッター 1/2三角形は、単に内心となる。
- ホフスタッター 2/3三角形は、第一モーリーの付属三角形である[3]。

### 三線座標
ホフスタッターr三角形の各頂点の三線座標は以下の様に与えられる。{\displaystyle {\begin{array}{ccccccc}A(r)&=&1&:&{\frac {\sin rB}{\sin(1-r)B}}&:&{\frac {\sin rC}{\sin(1-r)C}}\\[2pt]B(r)&=&{\frac {\sin rA}{\sin(1-r)A}}&:&1&:&{\frac {\sin rC}{\sin(1-r)C}}\\[2pt]C(r)&=&{\frac {\sin rA}{\sin(1-r)A}}&:&{\frac {\sin(1-r)B}{\sin rB}}&:&1\end{array}}}

## ホフスタッター点
実数rについて△ABCに対するホフスタッターr三角形の頂点をA(r), B(r), C(r)とする。このときAA(r), BB(r), CC(r)は共点で、その点を△ABCのホフスタッターr点と言う。  

### 特別な場合
- ホフスタッター1/2点は内心[5]
- ホフスタッター2点は外心
- ホフスタッター-1点は垂心
- ホフスタッター1/3点は第一モーリー・テイラー・マール心X357[6]
- ホフスタッター2/3点は第二モーリー・テイラー・マール心X358

### ホフスタッターr点の三線座標
ホフスタッターr点の三線座標は以下の様に与えられる。{\displaystyle {\frac {\sin rA}{\sin(A-rA)}}\ :\ {\frac {\sin rB}{\sin(B-rB)}}\ :\ {\frac {\sin rC}{\sin(C-rC)}}}ホフスタッターr点とホフスタッター1-r点は等角共役である。rが0,1,2でない整数の場合、ホフスタッター2-r点とホフスタッターr点は外接円に対する反転の関係にある。

## ホフスタッター0点とホフスタッター1点
rが0または1であるとき、単に上の式にそれを代入しても三線座標を得ることはできない。
ホフスタッター0点はホフスタッターr点を0に極限まで近づけたときに得られる三線座標の値が表す点として定義される。{\displaystyle {\begin{array}{rccccc}\displaystyle \lim _{r\to 0}&{\frac {\sin rA}{\sin(A-rA)}}&:&{\frac {\sin rB}{\sin(B-rB)}}&:&{\frac {\sin rC}{\sin(C-rC)}}\\[4pt]\implies \displaystyle \lim _{r\to 0}&{\frac {\sin rA}{r\sin(A-rA)}}&:&{\frac {\sin rB}{r\sin(B-rB)}}&:&{\frac {\sin rC}{r\sin(C-rC)}}\\[4pt]\implies \displaystyle \lim _{r\to 0}&{\frac {A\sin rA}{rA\sin(A-rA)}}&:&{\frac {B\sin rB}{rB\sin(B-rB)}}&:&{\frac {C\sin rC}{rC\sin(C-rC)}}\end{array}}}{\displaystyle \lim _{r\to 0}{\tfrac {\sin rA}{rA}}=\lim _{r\to 0}{\tfrac {\sin rB}{rB}}=\lim _{r\to 0}{\tfrac {\sin rC}{rC}}=1}より{\displaystyle \implies {\frac {A}{\sin A}}\ :\ {\frac {B}{\sin B}}\ :\ {\frac {C}{\sin C}}\quad =\quad {\frac {A}{a}}\ :\ {\frac {B}{b}}\ :\ {\frac {C}{c}}}
ホフスタッター1点も同様にホフスタッターr点を1に極限まで近づけたときに得られる三線座標の値が表す点として定義される。{\displaystyle {\begin{array}{rccccc}\displaystyle \lim _{r\to 1}&{\frac {\sin rA}{\sin(A-rA)}}&:&{\frac {\sin rB}{\sin(B-rB)}}&:&{\frac {\sin rC}{\sin(C-rC)}}\\[4pt]\implies \displaystyle \lim _{r\to 1}&{\frac {(1-r)\sin rA}{\sin(A-rA)}}&:&{\frac {(1-r)\sin rB}{\sin(B-rB)}}&:&{\frac {(1-r)\sin rC}{\sin(C-rC)}}\\[4pt]\implies \displaystyle \lim _{r\to 1}&{\frac {(1-r)A\sin rA}{A\sin(A-rA)}}&:&{\frac {(1-r)B\sin rB}{B\sin(B-rB)}}&:&{\frac {(1-r)C\sin rC}{C\sin(C-rC)}}\end{array}}}{\displaystyle \lim _{r\to 1}{\tfrac {(1-r)A}{\sin(A-rA)}}=\lim _{r\to 1}{\tfrac {(1-r)B}{\sin(B-rB)}}=\lim _{r\to 1}{\tfrac {(1-r)C}{\sin(C-rC)}}=1}より{\displaystyle \implies {\frac {\sin A}{A}}\ :\ {\frac {\sin B}{B}}\ :\ {\frac {\sin C}{C}}\quad =\quad {\frac {a}{A}}\ :\ {\frac {b}{B}}\ :\ {\frac {c}{C}}}